# 本杰明·克莱门斯·斯通
本杰明·克莱门斯·斯通（Benjamin Clemens Stone，1933年—1994年3月19日）为英国－美国植物学家。
本杰明·克莱门斯·斯通出生于中国上海，父亲为英国人，政府职员，母亲为美国人。1960年，他曾就读于加利福尼亚州克莱蒙的波莫纳学院；在夏威夷大学获得了博士学位。
1961年至1965年，他在关岛大学教授生物学。他还在此建立了一个植物标本馆，创办了《Micronesica》杂志，并基于他的《关岛植物志》（Flora of Guam）采集植物标本。
1965年至1984年，他来到吉隆坡的马来亚大学任植物学教授，期间他协助建立了马来亚大学植物标本馆和马来亚大学植物园（Rimba Ilmu Botanical Gardens）
本杰明·克莱门斯·斯通成为了费城自然科学院的植物学系主任，并积极参到菲律宾植物志的项目中来。为此，他来到檀香山主教博物馆，之后又去往沃思堡的德克萨斯州植物研究所（BRIT）。
本杰明·克莱门斯·斯通常旅行于亚洲热带地区，发表了超过300篇论文。他特别擅长于植物标本绘图。猪笼草属物种本斯通猪笼草（Nepenthes benstonei）即是以他的名字命名的。

## 主要著作
- 《纳莫努伊托岛与霍尔群岛植物志》（The Flora of Namonuito and the Hall Islands，1959）
- 《蜜茱萸属（芸香科）：分类学专著》（The Genus Pelea A. Gray (Rutaceae; Evodiinae): A Taxonomic Monograph，1969）
- 《关岛植物志：岛内维管植物鉴别手册》（Flora of Guam: A Manual for the Identification of the Vascular Plants of the Island，1971）
- 《乌鲁卡利山（马来西亚，彭亨）山顶植物志》（The Summit Flora of Gunung Ulu Kali (Pahang, Malaysia)，1981）